# Aménagement hydroélectrique en Maurienne
L'équipement du réseau hydrographique de l’Arc a commencé dès les origines de la houille blanche à la fin du XIXe siècle. Il a été conduit à son terme jusqu’à la fin du XXe siècle. Avant 1946, l’initiative est revenue aux industriels de l’électrochimie et de l’électrométallurgie pour la satisfaction de leurs besoins propres, centrale et usine formant alors un couple indissociable. Depuis la nationalisation, EDF a réalisé l’aménagement intégral de la rivière au service prioritaire de l’ensemble du réseau national, avec une adaptation de plus en plus fine à la demande grâce au pompage-turbinage.      
Par une coïncidence remarquable, la vallée de la Maurienne, qui correspond au bassin versant de l’Arc, affluent de l’Isère, a été desservie dès 1871 par la voie ferrée internationale du tunnel du Fréjus, deux ans après l’équipement d’une haute chute par Aristide Bergès, sur le torrent de Lancey, dans le proche Grésivaudan, événement qui est considéré comme l’acte de naissance de la houille blanche. C’est pourquoi les capitaines d’industrie de l’époque ont saisi sans tarder l’occasion d’exploiter le potentiel hydraulique exceptionnel de l’Arc. Il est ainsi possible, à travers l’exemple de cette vallée, de caractériser toutes les étapes de l’histoire de la houille blanche, en correspondance avec les besoins spécifiques ressentis à chaque stade. 

## Première étape: la houille blanche servante de l'industrie (1873-1930)
La première de ces étapes, des origines jusqu’au début des années 1930, est aussi la plus longue. Les premiers, les papetiers ont montré un intérêt assez discret pour la vallée à Saint-Rémy-de-Maurienne (1873) et à Fourneaux (1886). Mais les spécialistes de l’électrochimie et de l’électrométallurgie se sont montrés particulièrement intéressés par cette nouvelle source d’énergie dont ils étaient de très gros consommateurs. Ces industries lourdes étaient par ailleurs très dépendantes de la voie ferrée. On s’explique ainsi la répartition géographique des équipements hydroélectriques selon les secteurs géographiques. Et d’abord leur absence de la Haute Maurienne, non desservie par le chemin de fer. En revanche, en Moyenne Maurienne, entre Modane et Saint-Jean-de-Maurienne, sur sa quasi-totalité, le cours même de la rivière, à forte pente, a été équipé de centrales de moyenne chute avec assez fort débit en couplage avec les nombreuses usines. À partir de La Chambre et jusqu’à la confluence de l’Arc, dans cette Basse Maurienne, où la pente est beaucoup plus faible, seuls ont été équipés les torrents affluents descendus de la chaîne de la Lauzière en rive droite et de Belledonne en rive gauche avec des centrales de haute chute mais faible débit. Dans l’ensemble de la vallée, les usines devaient adapter leur marche au régime hydrologique contrasté de hautes eaux en belle saison et de faibles débits hivernaux.

## Deuxième étape: le temps des barrages (1930-1968)
Passée la période pionnière, la carte des centrales hydroélectriques est restée pratiquement inchangée à l’instar de celle des établissements industriels qui leur étaient étroitement associés. À deux exceptions près, toutefois : les complexes hydrauliques de Bissorte (Orelle) et Plan-d’Amont-Plan-d’Aval (Aussois). Les deux cas présentent bien des ressemblances. Il s’agit de lacs-réservoirs à haute altitude alimentant des centrales sous de hautes chutes. En Moyenne Maurienne, la retenue de Bissorte à la cote maximale de 2 082 mètres d’une capacité de 40 millions de m3 alimente la centrale homonyme sur la commune d’Orelle sous une chute de 1 144 mètres avec une capacité installée de 75 MW et un productible annuel de 140 GWh. À l’entrée de la Haute-Maurienne, sur le cours supérieur du Saint-Benoît, affluent de rive droite de l’Arc, ont été aménagées les deux retenues de Plan-d’Amont à 2 078 mètres et de Plan-d’Aval à 1 950 mètres d’une capacité respective de 4 et 8 millions de m3 ; la centrale dite d’Aussois, sur la commune d’Avrieux, sous une chute de 850 mètres a un productible annuel de 290 GWh pour une puissance installée de 78 MW. Ce type d’aménagement restait encore exceptionnel jusqu’au milieu du XXe siècle. On n’en trouverait d’analogue qu’avec La Girotte en Beaufortain et surtout dans les Pyrénées avec les lacs d’Oô ou du Portillon .

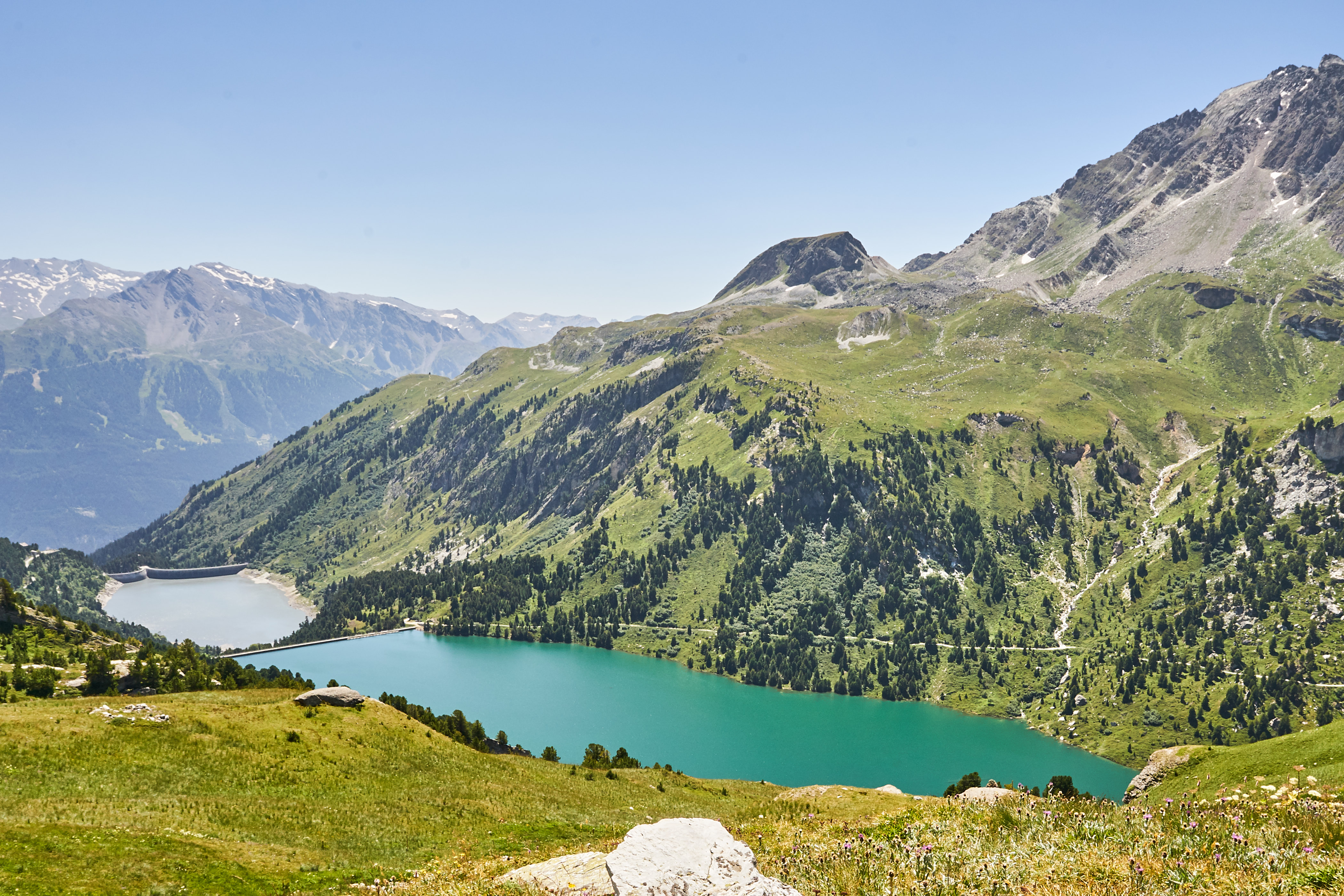
Barrages du Plan d'Amont et du Plan d'Aval.

Les ressemblances s’arrêtent là car les circonstances de leur création sont différentes. L’aménagement de Bissorte est l’œuvre de la société Alais-Froges-et-Camargue (AFC) née en 1921 de la fusion entre Froges et Alais-et-Camargue, la future Pechiney, devenue propriétaire de l’ensemble des usines d’aluminium de Maurienne. Grâce au report sur l’hiver de l’énergie estivale surabondante et à la mise en réseau de ses usines, la marche des cuves d’électrolyse pouvait être conduite sur toute l’année. La mise en service eut lieu en 1937. Les projets d’AFC ou de Saint-Gobain sur le Saint-Benoît n’ont pris consistance qu’avec la nationalisation de 1946. Les travaux ont été conduits de 1946 à 1952 dans le même temps où l’ONERA installait ses souffleries sur la commune d’Avrieux, jouxtant la centrale dite d’Aussois. Sa production excède les besoins de l’ONERA. Mais les souffleries ne fonctionnent que sous la forme de brusques lâchages d’eau très discontinus dans le temps et il importait de disposer d’un approvisionnement massif et instantané autonome de manière à n’apporter aucune perturbation dans le fonctionnement du réseau général de distribution.[réf. nécessaire]

## Troisième étape: l’aménagement intégral par EDF (1968-1979)
Depuis la nationalisation de l’électricité avec la création de l’EDF en 1946, l’objectif n’est plus la desserte prioritaire des industries locales électrochimiques et électrométallurgiques. La mise en service de Génissiat, sur le cours du Rhône en 1947 a marqué une étape décisive dans l’interconnexion entre la France thermique du nord et la France hydraulique du sud. Dans la foulée, les ressources énergétiques des Alpes ont été mises au service de l’ensemble de la France. C’est dans cette optique qu’a été élaboré le plan visant à l’exploitation intégrale de la vallée de l’Arc mais celui-ci a été programmé après celui de l’Isère en Tarentaise et Beaufortain. Dans l’attente, il a même été jugé rentable de détourner temporairement les eaux de l’Arc supérieur, sur la commune de Bonneval-sur-Arc, vers Val-d'Isère par un tunnel sous le col de l'Iseran par l’opération dite « Arc-dans-Tignes ».  

### Haute Maurienne
C’est logiquement par l’amont qu’EDF a entrepris entre 1962 et 1969 cet aménagement intégral de la vallée de l’Arc. Le choix du site du réservoir d’accumulation, au centre du dispositif, s’est porté dans les années 1960 sur le plateau du Mont-Cenis, intégré dans le territoire français depuis le traité de paix avec l’Italie en 1947. Ce plateau cumulait les avantages d’une altitude élevée et d’une topographie de large cuvette naturelle: hauteur de chute et forte capacité étaient garanties. La difficulté majeure était dans l’impossibilité d’adopter la solution du barrage voûte, comme à Tignes ou à Roselend, faute de solides assises géologiques. Mais EDF était alors riche de l’expérience acquise à Serre-Ponçon, dans la vallée de la Durance: le barrage en remblai, résistant à la poussée par sa seule masse ou barrage-poids, un noyau central d’argile assurant l’étanchéité.

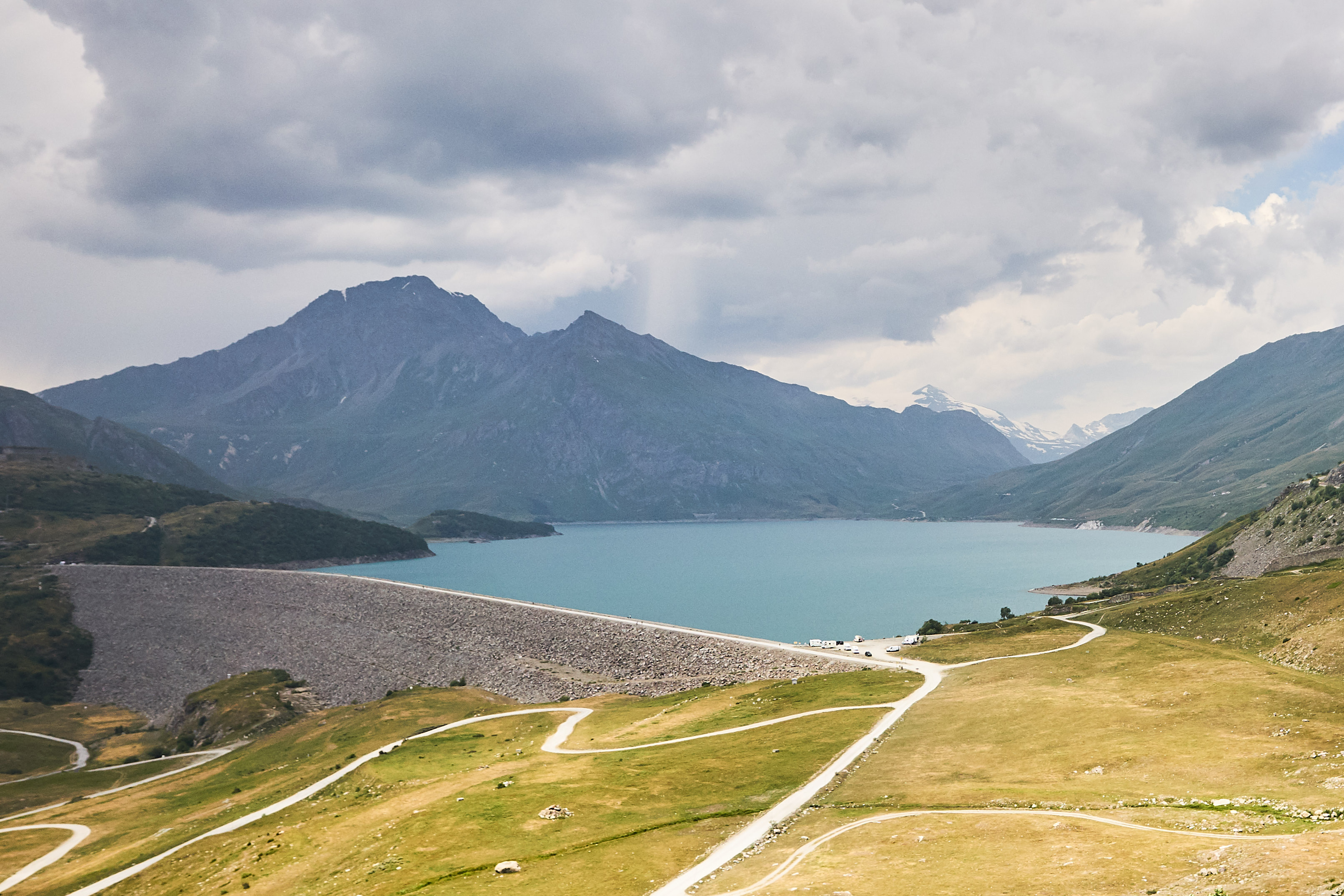
Barrage de terre du Mont-Cenis.

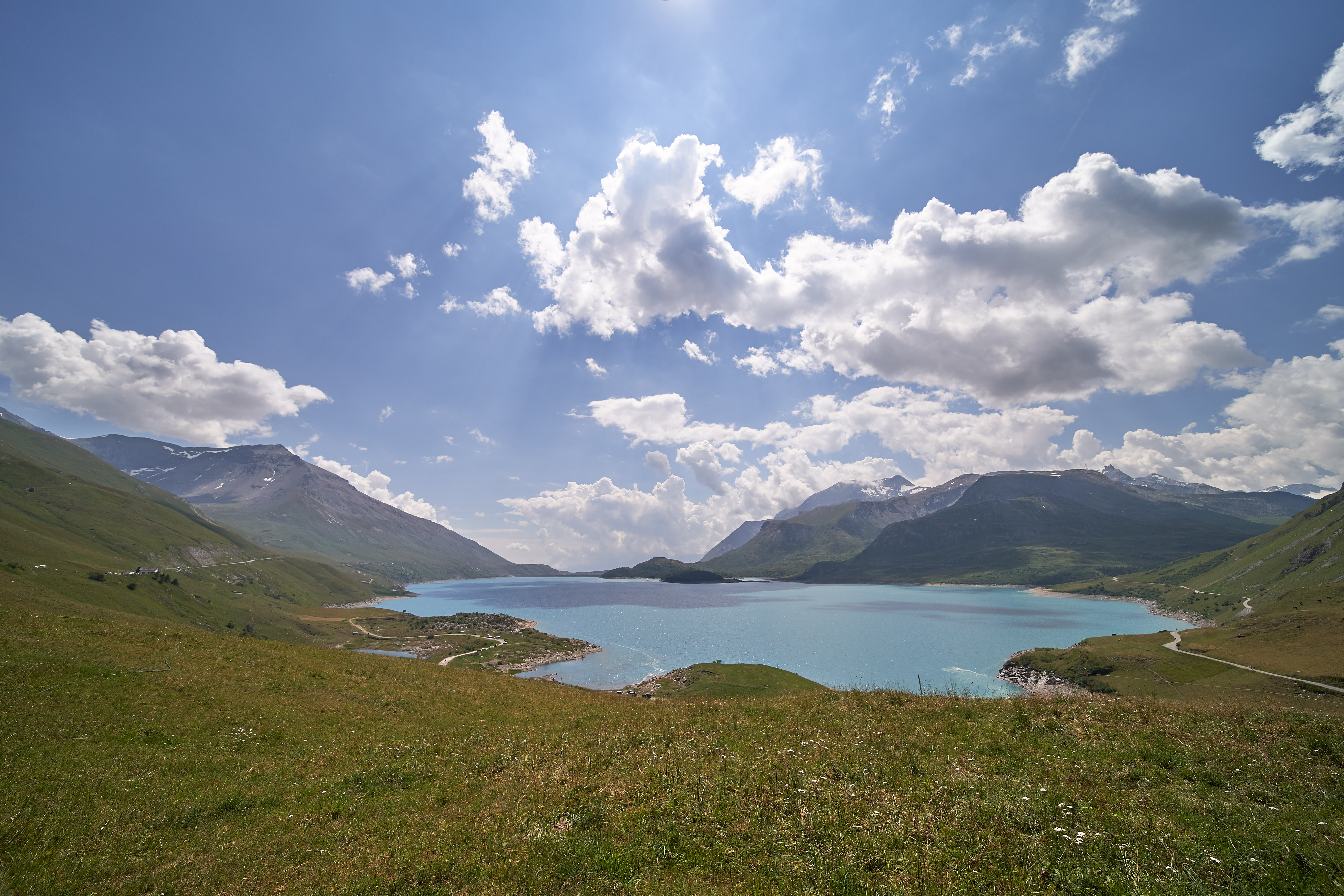
Lac du Mont-Cenis.

Les travaux ont donc été entrepris à partir de 1962. Les quantités de terre mises en œuvre ont été sensiblement les mêmes: 15 millions de m3 ici contre 14. Le barrage du Mont-Cenis l’emporte par la longueur (1 500 mètres contre 620 mais il est moins épais (550 m à la base contre 650) et un peu moins haut (115 m contre 122). La capacité du réservoir du Mont-Cenis est de 320 millions de m3. Les apports naturels sont limités, vu la modeste superficie du plateau (85 km2). Le bassin d’alimentation a été agrandi grâce au réseau d’adductions par lequel sont détournées artificiellement vers la cuvette les eaux de l’Arc supérieur et de ses affluents de rive gauche, Avérole et Ribbon:  la part globale française correspond à 270 millions de m3. L’Italie apporte vers la retenue les apports de la Cenischia et du Rio Clarea dont l’écoulement naturel est vers le Pô et l’Adriatique. Au total, 270 millions de m3 proviennent du territoire français, 50 du territoire italien.
Les eaux du réservoir accumulées à la cote maximale 1 974 m sont donc dirigées en partie vers la centrale italienne de Venalzio, au pied du barrage, sous une chute 1 355 mètres avec une production moyenne annuelle de 230 millions de kWh. La part française est turbinée dans la centrale de Villarodin-Bourget sous une chute de 880 mètres au bout d’un tunnel de 18 km qui collecte au passage les apports des affluents de l’Arc Ambin et Saint-Anne. Les meilleures années, 600 millions de kWh sont injectés dans le réseau de transport de force international, le plus souvent par commodité, vers l’Italie dans le cadre d’un échange entre EDF et ENEL.

### Moyenne Maurienne
Dans cette Moyenne Maurienne, entre Modane et Hermillon, le schéma d’aménagement de la période pionnière a été respecté. Il a suffi de remplacer les marches d’escalier de moyenne chute suivant le cours même de la rivière par les trois marches plus hautes d’un nouvel escalier. Trois centrales se succèdent ainsi de l’amont vers l’aval portant à 90 % l’utilisation de la pente contre 80 % auparavant. Celle d’Orelle, mise en service en 1970, a une puissance installée de 62 MW avec un productible annuel de 170 GWh. Elle fonctionne sous une hauteur de chute de 117 mètres mais en fil de l’eau vu la faible capacité du lac de retenue. Celle de la Saussaz II, mise en service en 1973, d’une puissance installée de 140 MW avec un productible annuel de 410 GWh, fonctionne sous une hauteur de chute de 217 mètres. Celle de l’Échaillon, mise en service en 1975, d’une puissance installée de 120 MW avec un productible annuel de 380 GWh, fonctionne sous une hauteur de chute de 166 mètres. Ces deux dernières disposent de réservoirs suffisants pour permettre une exploitation en éclusée. Les travaux ont pu être exécutés dans des délais très courts grâce à l’utilisation alors assez révolutionnaire du tunnelier. C’est d'ailleurs pour le creusement des 4 362 mètres du tunnel à l’amont de la centrale de l’Échaillon qu’a été battu le record français de la vitesse d’avancement des travaux,.

### Basse Maurienne
On retrouve pour l’aménagement de ce secteur le même type d’aménagement que celui adopté pour l’Isère en Basse Tarentaise. La boucle dessinée vers le nord par le cours naturel de l’Arc est court-circuitée et la confluence avec l’Isère est reportée plus à l’aval de telle sorte que la centrale du Cheylas, dans le département de l’Isère, peut fonctionner depuis 1979 sous une chute de 260 mètres. Sa puissance installée est de 480 MW et son productible est de 675 GWh/an. Grâce au bassin de restitution de Flumet au-delà du tunnel d’adduction par-dessous de la chaîne de Belledonne, de capacité de 4,8 millions de m3, le Cheylas peut fonctionner en éclusée.

## Quatrième étape: le pompage au secours du nucléaire (1987)
Pour un article plus général, voir Pompage-turbinage.
Dans le même temps où était réalisé l’aménagement intégral de l’Arc, l’entrée en service du parc nucléaire en France, comme dans l’ensemble des pays de l’arc alpin, a posé le rôle des centrales électriques en termes nouveaux. Grâce aux réservoirs de barrages, celles-ci présentent une grande souplesse de fonctionnement et, par la possibilité d’une connexion quasi instantanée au réseau, elles peuvent être amenées à pallier dans l’urgence la défaillance d’un réacteur. De plus, dans la quotidienneté, le manque de souplesse des centrales nucléaires rend difficile de moduler la production en fonction de la demande entre heures creuses de nuit et heures pleines ou de pointe. EDF a donc été amenée à multiplier les STEP (Stations de Transfert d’Énergie par Pompage). Ce type d’installation suppose la proximité de deux réservoirs étagés à des altitudes différentes, les mêmes groupes réversibles fonctionnant alternativement en pompe et en turbine. Cette proximité de deux bassins n’était pas acquise dans la vallée voisine de Tarentaise où il a fallu créer intentionnellement le lac supérieur de la Coche, ainsi que sa centrale, au-dessus du barrage-réservoir d’Aigueblanche. En revanche, depuis l’aménagement intégral de l’Arc dans sa partie médiane, la retenue du Pont des Chèvres, à l’amont de la centrale d’Orelle, est située exactement au droit du lac-réservoir de Bissorte construit en 1935. C’est pourquoi ont été réalisées les deux STEP dites Super-Bissorte 2, d’une puissance installée de 600 MW, et Super-Bissorte 3, d’une puissance installée de 150 MW, dont les centrales souterraines ont été mises en service en 1987.

## Vers une cinquième étape: le temps des micro-centrales.
Pour un article plus général, voir Petite centrale hydroélectrique.

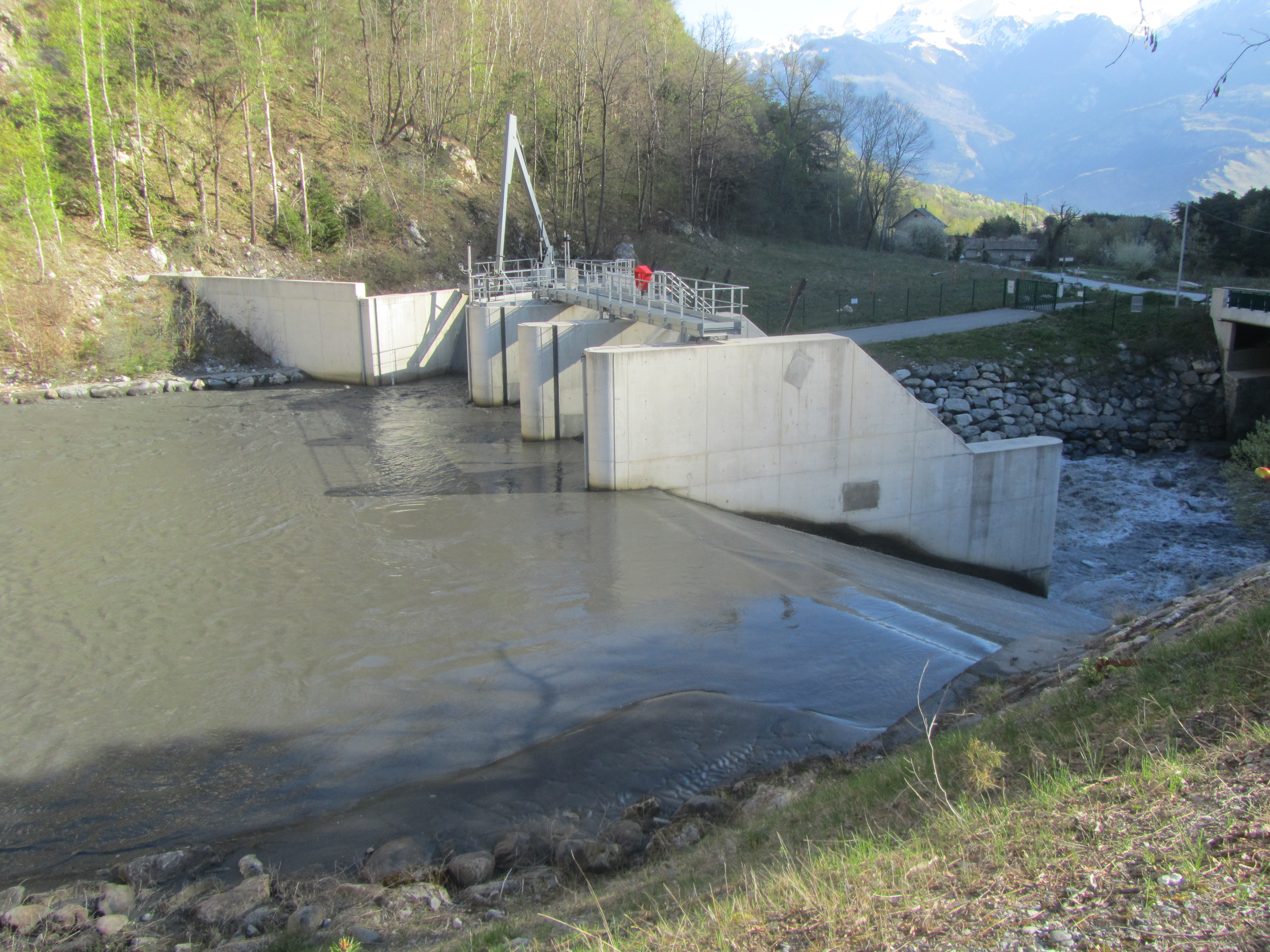
Retenue pour la microcentrale des Clappeys.

Dans les années 2010, la mode est aux microcentrales. Il faut, bien entendu, ne pas perdre de vue des ordres de grandeur fort différents. L’objectif d’une énergie propre se substituant aux énergies fossiles relève de multiples stratégies et ces nouveaux équipements n’interviendront jamais qu’à la marge dans la couverture des besoins. Mais il faut reconnaître que la vallée de la Maurienne peut là encore tenir un rôle, si modeste soit-il. La seule SOREA (Société des Régies de l'Arc), dont le siège est à Saint-Jean-de-Maurienne, s’affiche à ce palmarès pour le contrôle de 8 centrales captant les forces de ruisseaux entre Valloire et diverses communes de Basse Maurienne (Saint-Léger, Épierre, Saint-Pierre-de-Belleville).